# Großsteingräber bei Uelzen
Die Großsteingräber bei Uelzen waren zwei oder drei megalithische Grabanlagen der jungsteinzeitlichen Trichterbecherkultur im Stadtwald von Uelzen im Landkreis Uelzen (Niedersachsen). Zwei wurden im 19. Jahrhundert zerstört, ein mögliches weiteres Grab ist nur in Resten erhalten.

## Lage
Das erhaltene Grab befindet sich am nördlichen Rand des Stadtwalds, kurz vor Westerweyhe. Die beiden zerstörten Gräber lagen etwa 600 m südlich. 1,8 km südöstlich von Grab 1 befindet sich dicht neben der Bahnstrecke die Steinkiste im Uelzener Stadtwald und 2,9 km nördlich das Großsteingrab Westerweyhe.

## Beschreibung

### Das erhaltene Grab
Die Anlage ist auf der offiziellen topografischen Karte als Großsteingrab verzeichnet. Am Standort sind nur wenige leicht aus dem Boden ragende große Steine erkennbar, die keine genauen Rückschlüsse auf das ursprüngliche Aussehen des Grabes zulassen.

### Die zerstörten Gräber
Zwei weitere Gräber wurden in den 1840er Jahren durch Georg Otto Carl von Estorff dokumentiert, waren aber bereits damals zerstört und konnten deshalb nicht näher beschrieben werden. Über Ausrichtung, Maße und Grabtyp liegen keine Informationen vor. Aus den Kartensignaturen geht lediglich hervor, dass sie rechteckige Hünenbetten besessen hatten.